# Cities on the Move
Cities on the Move var en stor vandringsutställning kurerad av Hans Ulrich Obrist och Hou Hanru. Utställningen turnerade mellan 1997 och 1999. Den handlade om den kulturella effekten av Östasiens snabba stadsutveckling i slutet av 1900-talet, och visade en blandning av visuell konst, arkitektur och film.
Utställningen öppnade 1997 i Secessionsbyggnaden i Wien, Österrike, och reste sedan i olika former till MoMA PS1, New York; CAPC Musée d'art contemporain de Bordeaux; Louisiana Museum of Modern Art, Danmark; Hayward Gallery, London; Bangkok; och Kiasma, Helsingfors. Utställningen involverade mer än 150 arkitekter, konstnärer, filmskapare och designers.

## Bakgrund
Utställningens ursprung kan spåras till 1990, då curatorerna Hou Hanru och Hans Ulrich Obrist båda flyttade till Paris. Hou introducerade Obrist till kinesisk konst och konst från Hong Kong för första gången. Utställningens första iteration kom bara några månader efter början av den asiatiska finanskrisen 1997, då flera länder i regionen kollapsade ekonomiskt.

## Utställningskoncept och platser
Cities on the Move presenterade ”den dynamiska och mycket kreativa urbana visuella kulturen i Östasien” i samband med den oöverträffade tillväxten av städer i regionen. Kuratorerna Hou Hanru och Hans Ulbrecht Obrist valde att fokusera på städer för att utforska teman som konsumism, monumental arkitektur, trafik, privatliv, offentliga utrymmen och konkurrenskraftig urbanism. 
Under två år och på sju platser experimenterade utställningens kuratorer och konstnärer med olika strategier för att reagera på den utvecklande sociokulturella, ekonomiska och politiska krisen i Asien. I varje miljö tog projektet olika former genom nya uppdrag, konstnärer, grupperingar och teman.

### Secessionsbyggnaden, Wien
Cities on the Move installerades först inför hundraårsjubileet av Secessionsbyggnaden i Wien. Utställningen ägde rum från 26 november 1997 till 18 januari 1998.

### CAPC Musée d'art contemporain de Bordeaux
Utställningen arrangerades på CAPC Musée d'art contemporain de Bordeaux i Frankrike från 5 juni till 30 augusti 1998.

### MoMA PS1, New York
Utställningen ägde rum på MoMA PS1 i New York från 18 oktober 1998 till 10 januari 1999.

### Louisiana Museum of Modern Art, Humlebæk, Danmark
Utställningen arrangerades på Louisiana Museum of Modern Art i Humlebæk, Danmark, från 29 januari till 21 april 1999.

### Hayward Gallery,London
Utställningen ägde rum på Hayward Gallery, London, från 13 maj till 27 juni 1999.

### Bangkok
Bangkok-upplagan av Cities on the Move ägde rum mellan den 9 och den 30 oktober 1999. Utställningen var ett samarbete mellan Siam Society med stöd och konstnärliga bidrag från Asia Europe Foundation, i samarbete med Europeiska unionens medlemsstater och den Europeiska kommissionen.
Baserat på utställningskonceptet koordinerades Bangkok-utställningen av Ole Scheeren, Thomas Nordanstad och Albert Paraviwongchirachai, utställningsdirektör för Siam Society. Mer än 100 konstnärer och arkitekter från Kina, Indonesien, Japan, Korea, Malaysia, Filippinerna, Singapore, Thailand och Europa deltog.
Eftersom Bangkok inte hade "något museum för samtida konst som kunde arrangera en show som Cities on the Move" valde arrangörerna att göra själva staden till utställningsrum, vilket förvandlade stadens liv, människor och infrastruktur till utställningens innehåll. 

### Kiasma, Helsingfors
Utställningen arrangerades på Kiasma Museum of Contemporary Art, Helsingfors, från 5 november till 19 december 1999.